# Chondryna
Chondryna – macierz pozakomórkowa, tworząca tkankę chrzęstną. W chondrynie zanurzone są elementy komórkowe (chondrocyty) oraz białkowe włókna.